# プンルアン・ソー・シンユー
プンルアン・ソー・シンユー（タイ語: ผึ้งหลวง ส.สิงห์อยู่, 英語: Pungluang Sor Singyu、1988年4月16日 - ）は、タイの男子プロボクサー、元ムエタイ選手。ウタイターニー県出身。元WBO世界バンタム級王者(2期)。

## 来歴
両親はサトウキビとジャガイモの農家だったが、干ばつの影響でラーメン屋に転職する。12歳の時に家計を助けるためムエタイの試合に出場、ムエタイで50戦程試合を経験してボクシングへ転向した。
サーマート・パヤクァルンが憧れの存在。
2004年9月27日、プロボクシングデビュー。
2006年7月27日、ブライアン・ビセラとWBCユース・世界バンタム級王座決定戦を行い初回TKO勝ち。WBC世界バンタム級ユース王座の獲得に成功した。
その後5度防衛するが、2009年5月9日、ベルギーに乗り込み、無敗のシュテファーヌ・ジャモエと無敗同士の対決を行い、打ちに行くも、ジャモエの技巧に裁かれ1-2の僅差判定負け。初黒星を喫し、6度目の防衛に失敗し王座から陥落した。
2009年10月31日、バンコクにて、フリオ・メエリンとWBOアジア太平洋バンタム級ユース王座を賭け対戦し、初回KO勝ちで王座獲得に成功。その後年齢制限で返上するまで6度防衛した。
2011年10月11日、ネイサン・ボルシオとWBOオリエンタルバンタム級暫定王座を賭け対戦し、2回TKO勝ちで王座獲得に成功。その後3度防衛した。
2012年10月20日、ホルヘ・アルセの王座返上に伴うWBO世界バンタム級王座決定戦でWBO世界同級1位のアレックス・ジョン・バナルと対戦。この試合はフィリピンメトロ・マニラの都市パサイのSMモール・オブ・アジア内にあるモール・オブ・アジア・アリーナで行われ、ノニト・ドネアも観戦に訪れていた。前評判はホームのバナル有利の評価だったが、試合は終始プンルアンペースで試合が進み、6回のローブローによる減点で完全にペースを握って9回にダウンを奪い、起き上がったバナルをダメージありと判断したレフェリーがストップ。9回1分45秒TKO勝ちを収め王座獲得に成功した。タイのプロボクサーではラタナチャイ・ソーウォラピン以来WBOの世界王者が誕生。ウィラポン・ナコンルアンプロモーション以来、7年振りのバンタム級世界王者が誕生した。
2013年3月2日、ナミビアの首都ウィントフックのウィントフック・カウンティー・クラブ・リゾートで、WBOインターナショナルバンタム級王者のWBO世界バンタム級1位パウルス・アムブンダと指名試合を行うも、12回0-3(2者が112-116、113-115)の判定負けに喫し初防衛に失敗し王座からも陥落した。
2013年5月10日、ナコーンサワン県にて、再起戦としてフレディレックス・ロドリゲス(フィリピン)とWBOインターナショナルバンタム級王座決定戦を行い、2回KO勝ちで再起に成功した。
2014年7月12日、MGMグランド・ガーデン・アリーナがアメリカデビュー戦。当初は同年5月10日に予定されていた興行主の現地プロモーターの都合で延期となったWBO世界バンタム級王者亀田和毅との指名試合に臨み、4回には右のカウンターで王者をぐらつかせるが、7回に左ボディでキャリア初ダウンを奪われ、苦痛で悶絶しているのを見たレフェリーがカウントを途中でストップ。7回1分35秒KO負けを喫し1年4ヵ月ぶりの王座返り咲きに失敗した。
2015年8月7日、ラーチャブリー県のラーチャブリー・スタジアムにて亀田和毅の王座返上に伴い空位となったWBO世界バンタム級王座を赤穂亮（横浜光）と争う。2回にロープを背負ってクリンチの要領で体を入れ替えた際に右を2発入れ、ダウンした赤穂は立ち上がる事が出来ずに試合終了。2回KO勝利を収め2年5ヶ月振りの王座返り咲きに成功した。なお判定では赤穂にリードを奪われていた。
2016年2月12日、ナコーンラーチャシーマー県でWBO世界バンタム級5位のヘトロ・パブスタンと対戦し7回終了時3-0(3者共に70-63)の負傷判定勝ちで初防衛に成功した。当初はタパロスとの指名試合の予定だったが、WBOを交えた交渉でプンルアンに1試合挟むことで合意。指名試合を行うことを確約することを条件に選択試合を承認した。
2016年7月27日、アユタヤでWBO世界バンタム級1位のマーロン・タパレスと対戦。5回に2度ダウンを奪ってストップ寸前まで追い詰めるが、6回にダウンを奪い返されてペースを失い、11回37秒KO負けを喫し指名試合を制しての2度目の防衛に失敗し王座から陥落した。
2019年12月15日、金沢市の石川県産業展示館でジェネシス・セルバニアと対戦し、7R負傷判定 0-3(65-70、64-70×2)で敗れた。
2023年4月18日、後楽園ホールで元日本S･ライト級王者の鈴木雅弘と対戦し、2回1分45秒KO負けを喫した。

## 獲得タイトル
- WBC世界バンタム級ユース王座
- WBOアジア太平洋バンタム級ユース王座
- WBOオリエンタルバンタム級暫定王座
- WBO世界バンタム級王座（防衛0）
- WBOインターナショナルバンタム級王座
- WBOアジア太平洋バンタム級暫定王座
- WBOアジア太平洋バンタム級王座
- WBO世界バンタム級王座（防衛1）